# Kosárlabda a 2007. évi nyári európai ifjúsági olimpiai fesztiválon
A 2007. évi nyári európai ifjúsági olimpiai fesztiválon a kosárlabda mérkőzéseket július 23. és 27. között rendezték Belgrádban. A fesztiválon csak férfi válogatottaknak rendeztek versenyt.

## Érmesek
| A 2007. évi nyári európai ifjúsági olimpiai fesztivál érmesei férfi kosárlabdában | A 2007. évi nyári európai ifjúsági olimpiai fesztivál érmesei férfi kosárlabdában | A 2007. évi nyári európai ifjúsági olimpiai fesztivál érmesei férfi kosárlabdában | A 2007. évi nyári európai ifjúsági olimpiai fesztivál érmesei férfi kosárlabdában |
| --------------------------------------------------------------------------------- | --- | --------------------------------------------------------------------------------- | --------------------------------------------------------------------------------- |
| Arany                                                                             | Ezüst | Bronz                                                                             |                                                                                   |
| Litvánia                                                                          | Spanyolország · Alejandro Barrera Pasan · Francisco Blanco Carmona · Pedro Juan Fariña Konofino · Fernando Gari Gilabert · Alejandro Igual Paija · Victor Manuel León Lérida · Carles Marzo Checa · Jordi Mas Masclans · Adria Montero Serra · Eliezer Santana Martín · Miquel Servera Rodríguez · Joan Tomas Noguera | Szerbia                                                                           |                                                                                   |

## Csoportkör

### A csoport
| Csapat        | M | Gy | V | P+  | P–  | Pk  | P |
| ------------- | - | -- | - | --- | --- | --- | - |
| Litvánia      | 3 | 3  | 0 | 242 | 176 | +66 | 6 |
| Spanyolország | 3 | 2  | 1 | 249 | 207 | +42 | 5 |
| Izrael        | 3 | 1  | 2 | 166 | 201 | -35 | 4 |
| Észtország    | 3 | 0  | 3 | 152 | 225 | -73 | 3 |

### B csoport
| Csapat          | M | Gy | V | P+  | P–  | Pk  | P |
| --------------- | - | -- | - | --- | --- | --- | - |
| Szerbia         | 3 | 3  | 0 | 260 | 170 | +90 | 6 |
| Lettország      | 3 | 2  | 1 | 191 | 175 | +16 | 5 |
| Észak-Macedónia | 3 | 1  | 2 | 174 | 217 | -43 | 4 |
| Bulgária        | 3 | 0  | 3 | 157 | 220 | -63 | 3 |

|                              | Szerbia | 84–63 | Lettország | Belgrád |
| (25-18, 17-10, 21-17, 21-18) |         |       |            | Belgrád |

|                            | Lettország | 53–46 | Bulgária | Belgrád |
| (13-12, 11-11, 9-9, 20-14) |            |       |          | Belgrád |

|                              | Szerbia | 79–59 | Észak-Macedónia | Belgrád |
| (26-13, 14-14, 27-12, 12-20) |         |       |                 | Belgrád |

|                            | Észak-Macedónia | 45–75 | Lettország | Belgrád |
| (10-16, 20-18, 6-11, 9-30) |                 |       |            | Belgrád |

|                             | Szerbia | 97–48 | Bulgária | Belgrád |
| (29-10, 18-15, 25-14, 25-9) |         |       |          | Belgrád |

## Elődöntők
|                              | Litvánia | 87 – 74 | Lettország | Belgrád |
| (26-21, 16-16, 24-21, 21-16) |          |         |            | Belgrád |

|  | Spanyolország | 87 – 66 | Szerbia | Belgrád |
|  |               |         |         | Belgrád |

## Bronzmérkőzés
|                             | Szerbia | 104–46 | Lettország | Belgrád |
| (21-6, 35-16, 19-12, 29-12) |         |        |            | Belgrád |

## Döntő
|  | Litvánia | 74 – 72 | Spanyolország | Belgrád |
|  |          |         |               | Belgrád |